# Croada Livoniana
La Croada Livoniana és la conquesta i evangelització per part de danesos, suecs i alemanys dels territoris de la Livònia medieval durant les Croades Bàltiques al segle xiii. Aquests territoris que a partir del 2 de febrer de 1207 s'anomenarien Terra Mariana i quedarien sota la jurisdicció dels Estats Pontificis van ser els darrers a ser cristianitzats a Europa. Després de l'èxit de les diferents campanyes les zones ocupades van ser dividides en sis territoris feudals administrats per Guillem de Mòdena.